# Пушкарёв, Леонид Васильевич
Леони́д Васи́льевич Пушкарёв (10 июня 1926, Верхний Услон, Свияжский кантон, Татарская АССР, СССР — 7 ноября 1995, Нижний Новгород, Нижегородская область, Россия) — капитан-наставник Волжского объединённого речного пароходства Министерства речного флота РСФСР, Герой Социалистического Труда (1966).

## Биография
Родился 10 июня 1926 года в селе Верхний Услон (по другим данным, Нижний Услон) Свияжского кантона Татарской АССР (ныне Верхнеуслонского района Республики Татарстан России), в семье потомственного речника Василия Дмитриевича Пушкарёва.
В 1941 году устроился матросом на пароход «Иркутск», зимой, при вызволении из ледового плена пассажирского парохода «Советская республика» обморозил ноги. В 1951 году стал капитаном «Иркутска». 28 августа 1953 года стал капитаном нового теплохода «Адмирал Ушаков». Разработал эффективный метод толкания судов (взамен вождения барж на буксирном тросе), ускоряющий движения состава на 15 %, и снижающий расход топлива и смазки на тонну перевезенного груда, повышая устойчивость составов на курсе и обеспечивая бо́льшую безопасность их вождения. Впоследствии метод стал применяться во всех речных пароходствах страны.
В 1960—1964 годах — капитан теплохода «Волго-Дон-1», за один рейс из Владимировки в Дзержинск доставлял 7,6 тысяч тонн соли вместо плановых 5 тысяч тонн. Повысил скорость и сократил время в пути за счёт рациональной балластировки.
В 1963 году окончил Горьковское речное училище имени И. П. Кулибина с правом занимать должность капитана на судах всех групп. С 1964 года — капитан-наставник Волжского объединённого речного пароходства (ВОРП, город Горький).
Указом Президиума Верховного Совета СССР от 14 сентября 1966 года «за досрочное выполнение заданий семилетнего плана по развитию речного транспорта и выдающиеся производственные успехи» удостоен звания Героя Социалистического Труда с вручением ордена Ленина и золотой медали «Серп и Молот».
В 1971 году заочно окончил Горьковский институт инженеров водного транспорта (ГИИВТ) по специальности «судовождение на внутренних водных путях» с квалификацией инженера-судоводителя. С 1973 года — начальник судоходной инспекции Волжского объединённого речного пароходства. В 1987 году ушёл на заслуженный отдых. Соавтор работ «Спецлоция Волжско-Камского и Донского бассейнов», «Проводка судов в ледовых условиях».
Жил в Горьком (с 1990 года — Нижний Новгород), где скончался 7 ноября 1995 года, похоронен на местном кладбище «Марьина Роща».

## Награды и звания
Награждён орденами Ленина (14.09.1966), Трудового Красного Знамени (09.08.1958), медалями, в том числе «За трудовое отличие» (04.11.1953), Большая серебряная медаль ВДНХ. Удостоен званий «Заслуженный рационализатор РСФСР», «Почётный работник флота».

## Память
Имя Героя носит теплоход «Капитан Пушкарёв» (бывший «XXI съезд КПСС»).
В родном селе Пушкарёва Верхний Услон есть улица его имени.

## Семья
Жена, двое сыновей, дочь, внуки и правнуки.